# Neotrichia orejona
Neotrichia orejona är en nattsländeart som beskrevs av Harris och Davenport 1999. Neotrichia orejona ingår i släktet Neotrichia och familjen smånattsländor. Inga underarter finns listade i Catalogue of Life.